# Giant (пісня Кельвіна Гарріса та Rag'n'Bone Man)
"Giant" - пісня шотландського ді-джея Кельвіна Гарріса і англійського співака-композитора Rag'n'Bone Man. Пісня була випущена під лейблом Columbia Records 11 січня 2019 року. Її написали Адам Вайлс, Рорі Грегем, Джеймі Гартман і Трой Міллер, а також продюсери Гарріса. Це перший сингл Rag'n'Bone Man як головного виконавця після синглу 2017 року "Broken People" з саундтрека фільму 2017 року Яскраві (2017), за участі американського репера Logic. 
"Giant" досяг другого рядка на UK Singles Chart. Пісня також очолила чарти в Бельгії, Мексиці та Шотландії, і досягла першої десятки в Австрії, Німеччині, Угорщині, Ірландії, Нідерландах, Польщі, Словаччини, Словенії та Швейцарії; а також топ-20 в Австалії, Данії, Франції, Італії, Лівані, Норвегії та Румунії. 

## Чарти
| Чарт (2019)                                  | Найвища позиція |
| -------------------------------------------- | --------------- |
| Австралія (ARIA)                             | 19              |
| Australia Club (ARIA)                        | 1               |
| Australia Dance (ARIA)                       | 3               |
| Австрія (Ö3 Austria Top 75)                  | 8               |
| Бельгія (Ultratop Flanders)                  | 1               |
| Belgium Dance (Ultratop Flanders)            | 1               |
| Бельгія (Ultratop Wallonia)                  | 1               |
| Belgium Dance (Ultratop Wallonia)            | 2               |
| Brazil (TopBrasil100)                        | 91              |
| Канада (Canadian Hot 100)                    | 29              |
| СНД (Tophit)                                 | 9               |
| Colombia (National Report)                   | 55              |
| Croatia (HRT)                                | 1               |
| Чехія (IFPI)                                 | 2               |
| Чехія (Singles Digitál Top 100)              | 7               |
| Denmark (Tracklisten)                        | 16              |
| Euro Digital Songs (Billboard)               | 2               |
| Europe Official Top 100 (Billboard)          | 1               |
| France (SNEP)                                | 18              |
| Німеччина (Official German Charts)           | 6               |
| Germany Dance (Official German Charts)       | 1               |
| Greece (IFPI)                                | 22              |
| Угорщина (Dance Top 40)                      | 5               |
| Угорщина (Rádiós Top 40)                     | 13              |
| Угорщина (Single Top 40)                     | 5               |
| Угорщина (Stream Top 40)                     | 10              |
| Ireland (IRMA)                               | 3               |
| Італія (FIMI)                                | 17              |
| Японія (Japan Hot 100)                       | 100             |
| Lebanon (Lebanese Top 20)                    | 19              |
| Mexico Ingles Airplay (Billboard)            | 1               |
| Нідерланди (Dutch Top 40)                    | 4               |
| Нідерланди (Mega Single Top 100)             | 8               |
| Netherlands (Dutch Dance Top 30)             | 1               |
| Нова Зеландія (RIANZ)                        | 21              |
| Норвегія (VG-lista)                          | 11              |
| Польща (Polish Airplay Top 100)              | 4               |
| Португалія (AFP)                             | 46              |
| Romania (Airplay 100)                        | 7               |
| Russia Airplay (Tophit)                      | 2               |
| Шотландія (Official Charts Company)          | 1               |
| Словаччина (IFPI)                            | 3               |
| Словаччина (Singles Digitál Top 100)         | 7               |
| Slovenia (SloTop50)                          | 1               |
| Spain (PROMUSICAE)                           | 62              |
| Швеція (Sverigetopplistan)                   | 25              |
| Швейцарія (Media Control AG)                 | 5               |
| Велика Британія (Official Charts Company)    | 2               |
| Ukraine Airplay (Tophit)                     | 36              |
| США (Hot Dance Club Songs) (Billboard)       | 1               |
| США (Hot Dance/Electronic Songs) (Billboard) | 8               |

## Сертифікації
| Регіон | Сертифікація | Продажі |
| --- | ------------ | ------- |
| Автсралія | Золото       | 35,000  |
| Бельгія (BEA) | Золото       | 20,000  |
| Нова Зеландія (RIANZ) | Золото       | 15,000  |
| Велика Британія (BPI) | Платина      | 600,000 |
| *продажі, що базуються лише на сертифікаціях · ^відвантаження, що базуються лише на сертифікаціях · продажі+прослуховування, що базуються лише на сертифікаціях |              |         |